# Синхронне плавання на літніх Олімпійських іграх 2000
Змагання з синхронного плавання на літніх Олімпійських іграх 2000 тривали з 24 до 29 вересня в Сіднейському міжнародному центрі водних видів спорту в Гоумбуш-Бей. 102 спортсменки з 24-х країн змагалися за 2 комплекти нагород: у змаганнях дуетів і груп. Змагання в кожній з цих дисциплін складалися з технічної й довільної програм. Медалістки визначалися за сумою оцінок у цих програмах.

## Медальний залік
| Дисципліна | Золото | Срібло | Бронза |
| ---------- | --- | --- | --- |
| Дуети      | Ольга Бруснікіна і Марія Кисельова (RUS) | Мія Татібана і Міхо Такеда (JPN)                                                                                      | Віржині Дідьє і Міріам Ліньйо (FRA) |
| Групи      | Росія (RUS) Олена Азарова Ольга Бруснікіна Марія Кисельова Ольга Новокщонова Ірина Першина Олена Соя Юлія Васильєва Ольга Васюкова Олена Антонова | Японія (JPN) Аяно Еґамі Райка Фудзії Йоко Ісода Реї Дзімбо Мія Татібана Міхо Такеда Йоко Йонеда Юко Йонеда Юрі Тацумі | Канада (CAN) Лайн Бомонт Клер Карвер-Діас Ерін Чан Катрін Ґарсо Фанні Летурно Кірстін Норманд Джасінт Тейллон Рейдун Татам Джессіка Чейс |

## Таблиця медалей
| Місце              | Країна             | Золото | Срібло | Бронза | Загалом |
| ------------------ | ------------------ | ------ | ------ | ------ | ------- |
| 1                  | Росія (RUS)        | 2      | 0      | 0      | 2       |
| 2                  | Японія (JPN)       | 0      | 2      | 0      | 2       |
| 3                  | Канада (CAN)       | 0      | 0      | 1      | 1       |
| 3                  | Франція (FRA)      | 0      | 0      | 1      | 1       |
| Загалом (4 збірні) | Загалом (4 збірні) | 2      | 2      | 2      | 6       |